# Vladímir Steklov
Vladímir Andréyevich Steklov (ruso: Владимир Андреевич Стеклов,  * 9 de enero de 1864 – 30 de mayo de 1926) fue un matemático, mecánico y físico ruso.

## Semblanza
Steklov nació en Nizhni Nóvgorod (Imperio ruso). En 1887 se graduó de la Universidad de Járkov, donde fue alumno de Aleksandr Liapunov. Entre 1889 y 1906 trabajó en el Departamento de Mecánica de dicha universidad, y pasó a ser profesor en 1896. Entre 1893 y 1905 también impartió clases de mecánica teórica en el Instituto Politécnico de Járkov. A partir de 1906 trabajó en la Universidad Estatal de San Petersburgo. En 1921 solicitó la creación de un Instituto de Física y Matemáticas, que tras su muerte fue nombrado en su honor. El Departamento de Matemáticas se separó del Instituto en 1934 y actualmente se conoce como Instituto Steklov de Matemáticas.
La principal contribución científica de Steklov se engloba en el área de los conjuntos de funciones ortogonales. Introdujo una clase de conjuntos ortogonales cerrados, desarrolló el método asintótico de Liouville-Steklov para polinomios ortogonales, demostró teoremas sobre las series de Fourier generalizadas y desarrolló una técnica de aproximación posteriormente bautizada como función de Steklov. Además, trabajó en hidrodinámica y en la teoría de la elasticidad.
Asimismo, Steklov escribió numerosas obras sobre la historia de la ciencia. 
Murió en Gaspra (Crimea, URSS, actualmente en Ucrania) y fue enterrado en San Petersburgo (Rusia).

## Eponimia
- El cráter lunar Steklov lleva este nombre en su memoria.[2]